# Анђеоско дрво (роман)
Анђеоско дрво (енгл. The Angel Tree) је роман Лусинде Рајли (енгл. Lucinda Riley) из 1996. године. Припада жанру љубавних романа.

## О делу
Радња романа се одиграва у брдима рустичне природе Монмаутшира. Место догађаја је везано за кућу под називом Марчмонт хол. Грета је отишла пре 30 година из Марчмонт хола, али је имала трагичн несрећу која јој је практично избрисала 2 деценије живота. Уз помоћ свог пријатеља Дејвида она склапа делиће догађаја и покушава да састави причу која јој је нестала из сећања.
Ту се испреда једна породична сага са изузетно компликованим и сложеним заплетом.

### Главни ликови
- Дејвид Марчмонт
- Грета, изгубила је памћење у нестало јој је 20 година живота
- Ческа, Гретина кћер

## О писцу
Лусинда Рајли је позната по љубавним романима. Ауторка је бестселера Седам сестара. Књиге су јој преведене на преко 30 језика и продане у 15 милиона примерака широм света.